# Rock and Ríos
Rock and Ríos es el undécimo álbum del roquero español Miguel Ríos. Grabado en directo los días 5 y 6 de marzo de 1982 en el antiguo Pabellón de la Ciudad Deportiva del Real Madrid. El concierto grabado del día 6 de marzo, fue emitido en la primera cadena Televisión Española el 7 de mayo a las once menos diez de la noche, hecho totalmente inusual en esa época. 
El disco fue publicado en la primera semana de mayo de ese mismo año, cuando el cantante celebraba sus veinte años en el mundo de la música. Se convirtió en todo un hito en la historia de la música popular española, vendiendo 450.000 copias y siendo el preludio de una multitudinaria gira por todo el país, que se convirtió en una celebración de la recién estrenada democracia española, entonces en plena Transición. Se trata del disco más vendido en la historia del Rock en español.
Asimismo, está también considerado como el show más emblemático de la historia del rock en español.

## Historia
El "Rock & Ríos" es probablemente, como escribía el propio Miguel Ríos en el disco, uno de los pocos discos grabados en directo sin una gira previa de rodaje, la cual se realizó en los meses posteriores. En realidad, el concierto se ensayó durante nueve días en los estudios Fonogram, situados en la avenida de América de Madrid, concretamente entre los días 22 de febrero y 2 de marzo. Las condiciones de la grabación fueron adversas, ya que la Mobil One que venía de Londres con el estudio móvil mejor dotado del continente fue retenida en la frontera de Irún por problemas arancelarios de aduana, llegando a Madrid el día 5 de marzo, día del primer concierto de los dos que había programado, sin poder montar bien todo el enjambre de cables ni hacer pruebas, por lo que sólo quedó una oportunidad, la del sábado 6 de marzo para realizar la grabación definitiva. En el concierto del día 5, sólo se hizo un ensayo de grabación, pudiéndose salvar sólo dos canciones. El disco contiene las canciones del concierto del sábado 6 de marzo excepto los temas "Generación límite" y "Nueva Ola" que son los únicos que se pudieron salvar del concierto del viernes 5 de marzo. Miguel Ríos se refirió al disco con la frase "Lo hicieron porque no sabían que era imposible". 
Un gran montaje de luz y sonido era la base principal del concierto. 200.000 vatios de luz repartidos en más de 200 focos, 15.000 vatios de sonido que hacían estallar los módulos de las cajas acústicas colocadas a ambos lados del escenario. En el exterior, la unidad "Mobile One" que constaba con una mesa de 48 canales. Un láser colocado detrás del escenarios y en lo alto del pabellón, iba describiendo mediante dibujos y letras, motivos del tema que estaba interpretando. También había colocadas dos pantallas gigantes en los laterales del escenario y suspendidas en el techo que proyectaban imágenes de lo que sucedía en el escenario.
El repertorio del "Rock & Ríos" se centra en los tres discos previos publicados por el cantante granadino: "Los viejos rockeros nunca mueren (1979)", "Rocanrol bumerang (1980)" y "Extraños en el escaparate (1981)", además de las canciones "El río" de 1968 y "Al ándalus" de 1977 y recuperará el "Himno a la alegría" en una versión rockerizada. Se incluyen cuatro temas nuevos: "Bienvenidos", que alcanzó el día 29 de mayo de 1982 el número uno de "Los Cuarenta Principales"; "Generación límite", "El blues del autobús" y "Reina de la noche". Como broche final, un popurrí con canciones de Moris, Burning, Tequila, Leño y Topo.
El disco fue producido por el propio Miguel Ríos en compañía de Carlos Narea y Tato Gómez y se convirtió en el elepé más vendido en España durante el año 1982, con unas 450.000 copias. 
Del álbum aparecieron dos sencillos. El primero fue "Bienvenidos", que en la cara B incluía "El Río/Santa Lucía". El segundo sencillo incluía "El blues del autobús" en la cara A y "Reina de la noche" en la B.
La gira del "Rock & Ríos" comenzó el día 16 de julio en el parque de atracciones de Tivoli, en Benalmádena y concluye el día 3 de octubre en el Pabellón de Deportes de Riazor de La Coruña.

## La banda del Rock & Ríos
- Miguel Ríos - voz
- Mariano Díaz - teclados y coros
- Thijs van Leer - teclados, flauta y programación electrónica
- Tato Gómez - bajo y coros
- Sergio Castillo - batería
- Mario Argandoña - batería, percusión, coros y guitarra acústica
- Paco Palacios - guitarras y coros
- Antonio García de Diego - guitarras y coros
- John Parsons - guitarras
- Salvador Domínguez - guitarras (En los temas "Banzai" y "Reina de la noche").

## Temas

### Edición original en vinilo
El álbum original, doble, incluía los siguientes temas (entre paréntesis los autores de las canciones y el disco en el que apareció la versión original de estudio):
CARA A:
1. "Bienvenidos" (Miguel Ríos/Tato Gómez)
2. "El sueño espacial" (Miguel Ríos/Mariano Díaz) ("Rocanrol bumerang")
3. "Año 2000 (Look at the Light)" (David Alan Hughes; Adaptación por Miguel Ríos) ("Extraños en el escaparate")
4. "Generación límite" (Miguel Ríos/Xaime Noguerol/Javier Vargas) [Toma del día 5 de marzo]
5. "Un caballo llamado muerte" (Miguel Ríos/Javier Vargas) ("Los viejos rockeros nunca mueren")

CARA B:
1. "Buscando la luz" (Miguel Ríos/Tato Gómez/Carlos Narea) ("Extraños en el escaparate")
2. "El blues del autobús" (Víctor Manuel San José/Tato Gómez/Carlos Narea/Miguel Ríos)
3. "El río" (Fernando Arbex ) ("Mira hacia ti")
4. "Santa Lucía" (Roque Narvaja) ("Rocanrol bumerang")
5. "Banzai" (Fernando Vázquez/Xaime Noguerol/Miguel Ríos/Salvador Domínguez) ("Extraños en el escaparate")
6. "Reina de la noche" (Miguel Ríos/Salvador Domínguez)

CARA C:
1. "Los viejos rockeros nunca mueren" (Miguel Ríos/Juan Robles Cánovas) ("Los viejos rockeros nunca mueren")
2. "Rocanrol Bumerang" (Miguel Ríos/Salvador Domínguez) ("Rocanrol bumerang")
3. "Al-Ándalus" (Miguel Ríos/Racif Hobeika/Antonio Mata) ("Al-Ándalus")
4. "Homenaje a Miguel" (This van Leer) (Instrumental)
5. "Himno a la alegría" (Basado en el último movimiento de la 9.ª Sinfonía de Beethoven/Oswaldo Ferraro Gutiérrez/Amado Regueiro Rodríguez) ("Despierta")

CARA D:
1. "Nueva ola (El neón de color rosa)" (Fernando Vázquez/Javier Vargas) ("Rocanrol bumerang") [Toma del día 5 de marzo]
2. "Rockero de noche" (Miguel Ríos/Javier Vargas) ("Los viejos rockeros nunca mueren")
3. "Sábado a la noche" (Mauricio Moris Birabent). (Del disco de Moris "Fiebre de vivir")
4. "Mueve tus caderas" (Jorge Casas/José Cifuentes/Jose Antonio Martín). (Del disco de Burning "El fin de la década")
5. "Rock and roll en la plaza del pueblo" (Alejo Stivel/Ariel Rot/Felipe Lipe/Julián Infante/Manuel Iglesias). (Del disco de Tequila "Matrícula de honor")
6. "La basca vacila" (John Parsons/Antonio García de Diego/Paco Palacios) (Instrumental)
7. "Maneras de vivir" (Rosendo Mercado/Ramiro Penas/Antonio Urbano/Miguel Angel Campos). (Del disco de Leño "En directo")
8. "Mis amigos dónde estarán" (Lele Laina/José Luis Jiménez). (Del disco de Topo "Topo")
9. "El laberinto" (Miguel Ríos/Javier Vargas) ("Rocanrol bumerang")
10. "Salida #3" (Sergio Castillo/Mario Argandoña) (Instrumental)
11. "Lúa, Lúa, Lúa" (Miguel Ríos) ("Rocanrol bumerang")

### Primera edición en CD
Con la llegada del CD, el disco fue editado sin libreto y con el popurrí de la cara D del vinilo original mutilado en parte, incluyendo sólo las siguientes 22 canciones, dispuestas en 20 pistas:
1. "Bienvenidos"
2. "El sueño espacial/Año 2000 (Look at the Light)"
3. "Generación límite"
4. "Un caballo llamado muerte"
5. "Buscando la luz"
6. "Blues del autobús"
7. "El río/Santa Lucía"
8. "Banzai"
9. "Reina de la noche"
10. "Los viejos rockeros nunca mueren"
11. "Rocanrol Búmerang"
12. "Al-Ándalus"
13. "Homenaje a Miguel"
14. "Himno a la alegría"
15. "La basca vacila"
16. "Maneras de vivir"
17. "Mis amigos dónde estarán"
18. "El laberinto"
19. "Salida #3"
20. "Lúa, Lúa, Lúa"

### Segunda edición en CD
En el 2005 apareció una nueva edición del CD, en este caso doble, remezclado y remasterizado por Carlos Narea, Ángel Martos y José Luis Crespo. Esta nueva edición corresponde al concierto íntegro tal como fue el sábado 6 de marzo de 1982, ya que las cintas que contenían el concierto del viernes 5 de marzo estaban en mal estado y eran irrecuperables. Se incluyeron "Nueva ola" y "Roquero en la noche" y se incorporó íntegro el medley con el que Miguel Ríos homenajeó a los grupos de rock urbano madrileño. Se rescataban tres canciones descartadas del original por cuestión del minutaje: "A tumba abierta", "Al sur de Granada" y "Extraños en el escaparate". Sólo hay dos cambios respecto a la edición primera del vinilo: los temas "Generación límite" y "Nueva ola" que en la edición original eran las del concierto del viernes 5 de marzo son sustituidos por las tomas del concierto del 6 de marzo. El nuevo sonido es más limpio y cercano, más envolvente y más compactado, con detalles antes escondidos, con la presencia de unos teclados siderales jugueteando por ahí. Esta nueva reedición llegó al octavo puesto entre los discos más vendidos en España en el año 2005. Junto con el doble CD apareció también una edición en DVD del concierto, con las mismas canciones que en el doble CD, aunque sin "Al sur de Granada", "A tumba abierta" y "Extraños en el escaparate" (se trata del mismo montaje que se editó para su emisión en La 1 y que también se había comercializado en los sistemas Betamax, VHS y Video 2000 en 1982, realizado por Hugo Stuven). La opinión de Miguel Ríos, aparecida en la revista Rolling Stone fue que, aunque se alegraba del nuevo sonido y de la inclusión de más temas, lamentaba el no haber sido consultado, pues le hubiese gustado hacer una valoración más actual sobre el histórico concierto.
El listado de canciones de esta nueva edición es el siguiente:
CD 1:
1. "Bienvenidos"
2. "El sueño espacial/Año 2000 (Look at the Light)"
3. "Generación límite"
4. "Nueva ola"
5. "Un caballo llamado muerte"
6. "A tumba abierta" (Miguel Ríos/Xaime Noguerol/Lele Laina/José Luis Jiménez/Terry Barrios/Víctor Ruiz) ("Extraños en el escaparate")
7. "Buscando la luz"
8. "El blues del autobús"
9. "El Río/Santa Lucía"
10. "Ciudad de neón" (Miguel Ríos/Salvador Domínguez) ("Rocanrol bumerang")
11. "Banzai"
12. "Reina de la noche"

CD 2:
1. "Al sur de Granada" (Miguel Ríos/Mario Argandoña)
2. "Al-Ándalus"
3. "Los viejos rockeros nunca mueren"
4. "Rocanrol Búmerang"
5. "Extraños en el escaparate" (Xaime Noguerol/Miguel Ríos/Tato Gómez/Carlos Narea/Javier Vargas) ("Extraños en el escaparate")
6. "Homenaje a Miguel"
7. "Himno a la alegría"
8. "Rockero de noche"
9. "Sábado a la noche"
10. "Mueve tus caderas"
11. "Rock and Roll en la plaza del pueblo"
12. "La basca vacila"
13. "Maneras de vivir"
14. "Mis amigos dónde estarán"
15. "El laberinto"
16. "Salida #3"
17. "Lúa, Lúa, Lúa"

## El libro del Rock & Ríos

### Rock & Ríos. Lo hicieron porque no sabían que era imposible (Efe Eme, 2015)
En 2015 se publicó un ensayo que explica pormenorizadamente cómo se gestó y se grabó este doble álbum en directo de Miguel Ríos, cómo alcanzó el podio de los discos más vendidos de 1982, y la alucinante gira de aquel verano en la que se presentó por más de sesenta ciudades y pueblos de España en recintos de lo más dispar (plazas de toros, polideportivos, explanadas de aparcamientos, plazas, cines de verano, discotecas, etc.). El libro se titula Rock & Ríos. Lo hicieron porque no sabían que era imposible . Con él se inauguró la Colección Elepé de Efe Eme dedicada a monografíar los discos más relevantes de la música española. Después de entrevistar a todos los protagonistas de esta aventura roquera, y avalado por una exhaustiva investigación y documentación, el autor intenta explicar qué factores concurrieron para que esta creación musical se convirtiera en un acontecimiento con inaudita incidencia en la vida social del país. Está firmado por el escritor y ensayista José Miguel Valle.